# Sefes
Os Saefes ou Sefes eram um povo celta. Oriundos da região germano-checa, da cultura de Hallstatt, migraram para a Península Ibérica (atualmente Portugal e Espanha). De acordo com a Celtic Encyclopedia passaram os Pirenéus, por volta de 900 a.C. com a tribo dos Cempsos, embora Juan Jesús Martín Tardío refia uma data cinco séculos antes.
Estabeleceram-se em várias regiões, principalmente  montanhosas, da Península Ibérica. Alguns fixaram-se ao longo da Baía de Biscaia nas nascentes do rio Ebro. A maioria juntou-se a outras tribos da cultura de Hallstatt ao longo do Douro a partir de Numância para o Oceano Atlântico. Outros ainda, instalaram-se perto dos Cempsos ao longo da costa sul do Tejo 
Os gregos chamavam ao território dos Saefes na Ibéria de Ofiússa;. Os Romanos, como Avieno, também usaram o mesmo nome De acordo com a Enciclopédia Celtic, um texto fenício do século VI a.C., relatado por Avieno, disse que os Saefes deslocaram um povo chamados Osísmios; Martín Tardío refere-se~lhes como os conquistadores dos estrímnios, presumivelmente, a quem Avieno chama de estrímnicos.